# Demetrius Flannigan-Fowles
Demetrius Flannigan-Fowles (Tucson, 4 settembre 1996) è un giocatore di football americano statunitense che milita nel ruolo di linebacker per i New York Giants della National Football League (NFL).

## Carriera

### San Francisco 49ers
Flannigan-Fowles firmò con i San Francisco 49ers dopo non essere stato scelto nel Draft NFL 2019 il 3 maggio. Fu svincolato il 31 agosto 2019 ma rifirmò con la squadra di allenamento il giorno successivo. Il dicembre 2019 fu inserito in lista infortunati. Il 5 febbraio 2020 firmò un nuovo contratto come riserva e alla fine del training camp riuscì ad entrare nel roster attivo. Nel 2020 disputò 11 partite, principalmente negli special team, con una presenza come titolare e 9 tackle.
L'11 marzo 2022 Flannigan-Fowles firmò un nuovo contratto di un anno con i 49ers.
Il 16 marzo 2023 Flannigan-Fowles firmò per un altro anno con i 49ers.

### New York Giants
Il 14 marzo 2025 Flannigan-Fowles firmò con i New York Giants.

## Palmarès
- National Football Conference Championship: 1

San Francisco 49ers: 2023